# Fait générateur de responsabilité
Le fait générateur de responsabilité est avec le dommage et le lien de causalité l'un des trois éléments nécessaires pour mettre en cause la responsabilité civile d'une personne. Ce concept est généralement synonyme de faute ou d'inexécution contractuelle ; toutefois, dans certaines circonstances, le législateur peut l'opposer à la notion de faute lorsqu'une personne est juridiquement incapable de commettre une faute en raison de son âge ou de son état mental ou bien parce que le fait générateur provient d'un bien matériel ou d'un animal plutôt que d'une personne.

## Droit français
En droit français le  fait générateur de responsabilité est, avec le dommage et le lien de causalité, un des trois éléments nécessaires pour mettre en œuvre la responsabilité délictuelle ou contractuelle d'un individu. Il est prévu à l'article 1384 du Code civil.

## Droit québécois
En droit québécois, le législateur prévoit la responsabilité civile du commettant pour le fait ou la faute d'un préposé ou pour le fait d'un bien sous sa garde à l'article 1457 (3) du Code civil du Québec.
Les articles 1459-1460 C.c.Q., indiquent qu'un mineur ayant dépassé l'âge de raison (vers 7 ans selon la jurisprudence) commet une faute, tandis que le mineur n'ayant pas dépassé cet âge commet un fait générateur de responsabilité. D'après l'article 1462 C.c.Q., le fait générateur de responsabilité est celui qui serait autrement considéré comme étant une faute pour une personne capable de commettre une faute. Les articles 1465-1469 C.c.Q. prévoient la responsabilité civile déclenchée par le fait générateur des biens.